# Jacqueline Harpman
 Jacqueline Harpman (Etterbeek, Bruselas, Bélgica, 5 de julio de 1929 - 24 de mayo de 2012) psicoanalista y escritora belga en lengua francesa. Vivió en Bruselas hasta su defunción.
Obtuvo el premio Medicis en 1996, por su obra Orlanda.
En 2021 se publicó en español su novela Moi qui n'ai pas connu les hommes, con el título Yo que nunca supe de los hombres.

## Obra
- L'Amour et l'acacia (1958)
- Brève Arcadie (1959) Prix Rossel
- L'Apparition des esprits (1960)
- Les Bons Sauvages (1966)
- La Mémoire trouble (1987)
- La Fille démantelée (1990)
- La Plage d'Ostende (1991)
- La Lucarne (1992)
- Le Bonheur dans le crime (1993)
- Moi qui n'ai pas connu les hommes (1995)
- Orlanda (1996) Prix Médicis[4]
- L'Orage rompu (1998)
- Dieu et moi (1999)
- Récit de la dernière année (2000)
- Le véritable amour (2000)
- La vieille dame et moi (2001)
- En quarantaine (2001)
- Eve et autres nouvelles (2001)
- La dormition des amants (2002)
- Le placard à balais (2003)
- Jusqu'au dernier jour de mes jours (2004)
- Le passage des éphémères (2004)
- La forêt d'Ardenne (2004)
- En toute impunité (2005)